# Эль-Касим
Эль-Каси́м (араб. القصيم‎) — административный район в центре Саудовской Аравии.
- Административный центр — город Бурайда.
- Площадь — 58 046 км², население — 1 215 858 человек (2010 год).

## География
На северо-западе граничит с административным округом Хаиль, на юго-востоке с административным округом Эр-Рияд, на юго-западе с административным округом Медина.
Территорию Эль-Касима практически полностью занимает пустыня. Несмотря на засушливый пустынный климат, Эль-Касим является высокоразвитым сельскохозяйственным регионом и одним из крупнейших в мире производителей фиников.

## История
В конце 16 столетия племя Бану Тамим создало на территории провинции эмират с центром в г. Бурайда. Первым амиром стал шейх Рашид ад-Дурайби, основавший династию Абу Улайан и построивший на месте поселения Бурайда укреплённый город. В 1817 году здесь возник ещё один эмират, с центром в г. Унайза, во главе с династией Аль Сулаим. В 1907 г. эмират Бурайда был включен в государство Саудитов, а в 1914 г. их власть признал и амир Унайзы. В 1908 году была образована провинция Эль-Касим и назначен первый губернатор — Абдаллах ибн Джилюви, принц боковой ветви династии Аль Сауд.

## Администрация
В настоящее время во главе административного округа (ранее провинции) стоит наместник с титулом эмира, назначаемый королём из числа принцев династии Аль Сауд.

## Административное деление
Административный округ делится на 11 мухафаз (в скобках население на 2010 год):
- Al Asyah (26 336)
- Al Badai (57 164)
- Al Bukayriyah (57 621)
- Al Midhnab (44 043)
- An Nabhaniyah (47 744)
- Ar Rass (133 482)
- Ash Shimasiyah (10 605)
- Buraydah (614 093)
- Riadh Al Khabra (34 497)
- Унайза (163 729)
- Uyun Al Jiwa (26 544)

## Эмиры
Эмиры минтаки (губернаторы провинции):
- 1908—1912: принц Абдаллах ибн Джилюви Аль Джилюви
- 1912—1918: принц Абд аль-Азиз ибн Мусаид Аль Джилюви
- 1935—1947: принц Абдаллах бин Фейсал[араб.] Аль Фархан
- 1947—1956: принц Абдаллах ибн Абд аль-Азиз бин Мусаид[араб.] Аль Джилюви
- 1980—1992: принц Абдул-Илах Аль Сауд, сын короля Абд аль-Азиза
- 1992—2015: принц Фейсал ибн Бандар Аль Сауд, внук короля Абд аль-Азиза
- 2015—н.в.: принц Фейсал ибн Мишааль Аль Сауд, внук короля Сауда правнук короля Абд аль-Азиза